# Ellisella
Ellisella is een geslacht van neteldieren uit de klasse Anthozoa (bloemdieren).

## Soorten
- Ellisella acacesia (Grasshoff, 1999)
- Ellisella andamanensis (Simpson, 1910)
- Ellisella atlantica (Toeplitz, 1910)
- Ellisella aurantiaca (Thomson & Henderson)
- Ellisella azilia (Grasshoff, 1999)
- Ellisella barbadensis (Duchassaing & Michelotti, 1864)
- Ellisella candida (Ridley, 1882)
- Ellisella ceratophyta (Linnaeus, 1758)
- Ellisella cercidia (Grasshoff, 1999)
- Ellisella ceylonensis (Simpson, 1910)
- Ellisella cylindrica (Toeplitz, 1919)
- Ellisella divisa (Thomson & Henderson, 1905)
- Ellisella dolfusi (Stiasny, 1938)
- Ellisella elongata (Pallas, 1766)
- Ellisella erythraea (Kükenthal, 1913)
- Ellisella eustala (Grasshoff, 1999)
- Ellisella filiformis (Toeplitz, 1889)
- Ellisella flagellum (Thomson & Russell, 1910)
- Ellisella flava (Nutting, 1910)
- Ellisella funiculina (Duchassaing & Michelotti, 1864)
- Ellisella gracilis (Wright & Studer, 1889)
- Ellisella grandiflora (Deichmann, 1936)
- Ellisella grandis (Verrill, 1901)
- Ellisella gruveli (Stiasny, 1936)
- Ellisella laevis (Verrill, 1865)
- Ellisella limbaughi (Bayer, 1960)
- Ellisella maculata (Studer, 1878)
- Ellisella marisrubri (Stiasny, 1938)
- Ellisella moniliformis (Lamarck, 1816)
- Ellisella nivea (Bayer & Grasshoff, 1995)
- Ellisella nuctenea (Grasshoff, 1999)
- Ellisella paraplexauroides Stiasny, 1936
- Ellisella plexauroides (Toeplitz, 1919)
- Ellisella quadrilineata (Simpson, 1910)
- Ellisella rigida (Toeplitz, 1910)
- Ellisella rosea (Bayer & Grasshoff, 1995)
- Ellisella rossafila (Grasshoff, 1999)
- Ellisella rubra (Wright & Studer, 1889)
- Ellisella schmitti (Bayer, 1961)
- Ellisella thomsoni (Simpson, 1910)
- Ellisella vaughani Stiasny, 1940
- Ellisella vermeuleni (Stiasny, 1936)